# 弗龙萨代地区卡迪亚克
弗龙萨代地区卡迪亚克（法語：Cadillac-en-Fronsadais），是法国吉伦特省的一个市镇，位于该省北部偏东，属于利布尔讷区，同时也是勒利布尔奈-弗龙萨代县选区（Le Libournais-Fronsadais）的一部分。该市镇总面积3.81平方公里，2009年时的人口为1117人。

## 人口
弗龙萨代地区卡迪亚克人口变化图示